# Shoulder Roll
La Shoulder Roll è una guardia del pugilato, che si confà ad uno stile difensivo. È nota anche sotto altre denominazioni, come: Philly Shell, o Michigan Defense. Si tratta di una evoluzione della Cross-Arm Defense; si impiega la spalla di copertura, onde proteggere il mento. 
Permette efficaci difese anche stretti alle corde, ed è ottima nella boxe di rimessa, così come per colpire d'incontro. Tuttavia è una tecnica che limita le possibilità offensive.

## Esecuzione
Si esegue mantenendo tre fondamentali (in caso di praticante mancino, mani e spalle vanno invertite):
- Corpo laterale.

Il busto va tenuto molto ruotato per offrire poco bersaglio; la spalla sinistra è rialzata verso il mento e rivolta verso l'avversario. Si utilizza la copertura della spalla per parare diretti e ganci sinistri. Se l'avversario utilizza il destro, si debbono ruotare le spalle, in modo da parare con la spalla destra, oppure per colpire d'incontro col destro.
- Mano sinistra bassa e destra alta.

La mano sinistra è in basso e tenuta vicino al corpo, presso la pancia: così i jab saranno deboli, ma imprevedibili; inoltre si migliora il baricentro del tronco che potrà muoversi più velocemente e con meno affaticamento. Il braccio sinistro, con il gomito, proteggerà il fianco, mentre il volto sarà protetto dalla spalla, che sarà coinvolta nelle parate.
La mano destra è in alto a protezione del volto come di consueto.
- Gioco di gambe frontale.

Il gioco di gambe sarà principalmente frontale alla distanza utile dall'avversario: si tratta di un invito a colpire. Se questi si allontanerà, oppure, riuscirà ad avvicinarsi pericolosamente, il gioco di gambe sarà libero: il pugile praticante la Shoulder Roll deve evitare lo scontro ogni qual volta la distanza dall'avversario non è ottimale; o altrimenti cambiare guardia.

### LaCross-Arm Defense
Tecnica precedente la Shoulder Roll, visivamente è simile ma al tempo stesso molto diversa: i gomiti sono mantenuti più alti (con gli avambracci quasi orizzontali), ed il tronco è in posizione frontale, quindi il gioco di gambe sarà aggressivo non difensivo. La protezione non è affidata ai soli pugni, ma all'intero avambraccio: il destro proteggerà la testa, mentre il sinistro lo stomaco.
Se le possibilità di attacco nel corpo a corpo sono migliori, rispetto alla Shoulder Roll, si rischia di essere molto vulnerabili ai montanti. Inoltre colpire d'incontro diventa difficile. Questa tecnica va compensata con un maggiore lavoro di tronco.

## Esempi celebri
- Archie Moore
- James Toney
- Randy Turpin
- Pernell Whitaker
- Floyd Mayweather Jr.
- Sean Strickland